# ヘルシップ

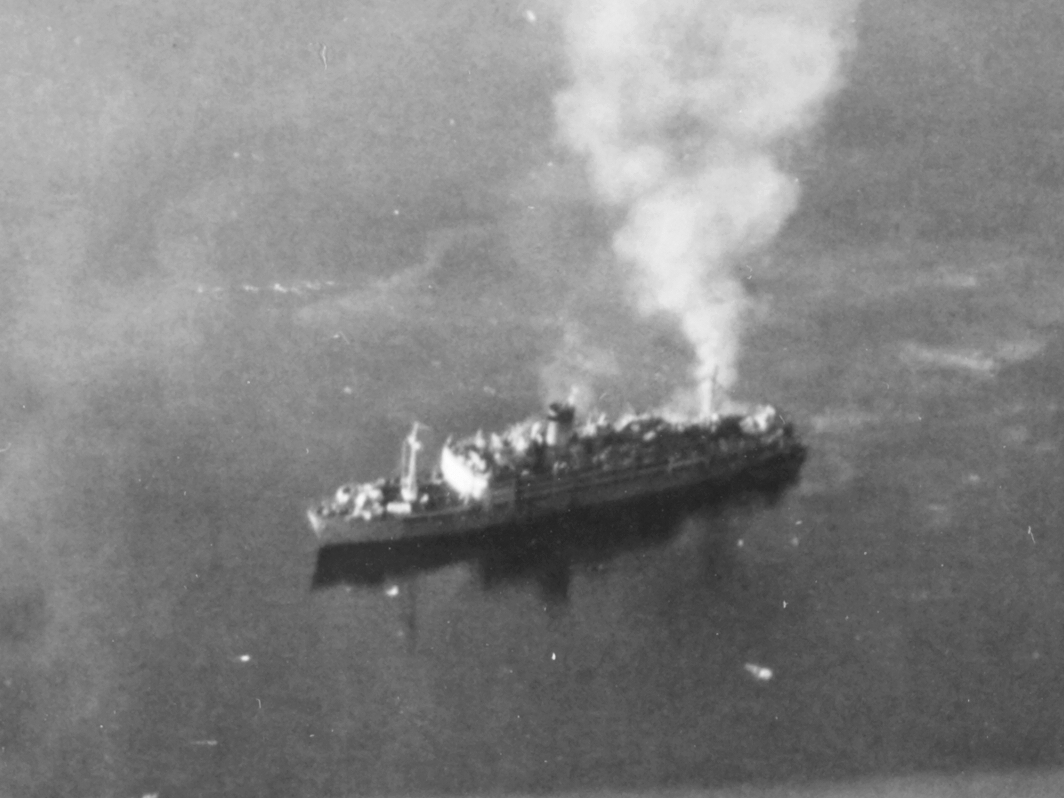
鴨緑丸。当時の日本では貴重な客船で、捕虜1600人のほか日本の民間人・軍人1900人を輸送中に攻撃を受け損傷。沈没前に多くは下船できたが、生存捕虜は別の船で再移動中にまたも撃沈された。

ヘルシップ（英語: hell ship、地獄船）とは戦争捕虜などの囚人が輸送された無標識の商船のこと。
日本においては、主に日本軍が第二次世界大戦中に連合国の捕虜をアメリカ領フィリピンやイギリス領シンガポール（昭南）から輸送するために使った船のことを指す。輸送された捕虜たちは日本や外地の台湾、朝鮮、そして同盟国の満州国においてハーグ陸戦条約6条による労務者として使役された。

## 概要
ヘルシップ（地獄船）という語は用語としては敵国側からの一種のプロパガンダ、あるいは平和時における文芸表現の一種でありヘルシップなる船種が存在したわけではない。古くはアメリカ独立戦争期におけるHMSジャージーは刑務所として使用され、そのあまりにひどい待遇環境から"hell"と渾名された。1936年にはアメリカで映画Hell-Ship Morganが作成されたが、これは戦争とは無関係の文芸作品である。
第二次大戦期には当初はドイツの捕虜の戦時輸送をさす語として使われた。1940年2月16日にノルウェーのフィヨルドでイギリス海軍の駆逐艦コサックの乗組員がドイツの補給艦アルトマルクに乗り込み（後にアルトマルク号事件として知られる）、ポケット戦艦アドミラル・グラーフ・シュペーによって沈められた船から助け出された約300人のイギリス商船の船員を解放したとき、アルトマルクはイギリスの新聞によってよく「ヒトラーのヘルシップ（地獄船）」あるいは「ナチのヘルシップ（地獄船）」と呼ばれた。
このほか、オランダ領東インド政府が、在留日本人をオーストラリアへ移送した際の船内待遇も過酷で、オーストラリアではカルカッタの土牢（カルカッタの黒穴）と呼ばれた。同様に在留ドイツ人も抑留・護送され、1942年1月には輸送船の沈没時にドイツ人抑留者多数が見殺しにされたファン・イムホフ号事件が発生している。

## 日本のヘルシップ
東南アジア占領地域からの捕虜の移送は1942年1月から開始され、連合国軍の包囲が進むにつれ東南アジアのシーレーンは連合国潜水艦による無差別雷撃や航空機による空襲、機雷敷設などにより阻害されるようになった。日本の輸送用船舶は消尽し、捕虜はしばしば空気や食糧、水がほとんどない状態で船内に詰め込まれて航海を続けるという状況に置かれた。
船倉などに収容された場合は便所もなくバケツで代用したが、それすらすぐに埋まって劣悪な環境となった。移送された捕虜はイギリス・オランダ・アメリカ・オーストラリア兵達であり、一般労務者や日本兵なども輸送中に攻撃を受け遭難した。ある推計によれば合衆国軍に攻撃されたヘルシップの被害により3,600人の合衆国人民が殺害されたという。茶園義雄の『俘虜情報局・俘虜取り扱いの記録』によると、1942年から1945年までの間に24隻の捕虜輸送船が遭難し、合計18,182人の乗船捕虜のうち10,834人が死亡している。
こうした捕虜輸送船には赤十字の標識はされておらず、連合国軍の潜水艦や航空機の標的となった。多数の捕虜を乗せた状態で遭難した事例としては、ヒ72船団で沈んだ「勝鬨丸」と「楽洋丸」をはじめ、「りすぼん丸」「阿里山丸」「鴨緑丸」「江ノ浦丸」「順陽丸」「治菊丸」などが挙げられる。被害の特に大きな例として、捕虜約1400人と労務者約4200人を移送中に撃沈された「順陽丸」では日本人船員69人を含む5689人が戦死したほか、捕虜だけに限ると「阿里山丸」で乗船捕虜1781人（もしくは1782人）のほとんどが死亡している。
もっとも、輸送時の厳しい船内環境は日本軍が自軍の将兵を輸送する場合と同じであり、戦時徴用された一般労務者や移送中の日本兵たちにとっても「ヘルシップ」であることに違いはなかった。当時の日本は、人員輸送に適した客船を少数しか保有しておらず、貨物船を人員輸送にも使用するしかなかった。貨物船を軍隊輸送船として使用する場合、船倉に蚕棚と呼ばれる多段式の寝台を設置して兵員を乗船させており、捕虜輸送時にもこの種の輸送船がそのまま利用された。
5000総トン程度の中型貨物船でも、大量の軍需物資に加えて、3000 - 5000人の兵員を乗船させることはごく普通の運用であった。こうした貨物船改装船では、換気も給水も照明も不十分となり、沈没時には脱出が困難で多数の死傷者が出る結果を招いた。例えば、軍隊輸送船「富山丸」の場合、約4000人が乗船中に連合国軍によって撃沈され、うち3700人以上が戦死している。従軍中にそのような輸送船に乗らされた山本七平は「話に聞くアウシュビッツ強制収容所と同じくらい劣悪な環境」・「死へのベルトコンベア」と呼んでいた。
1944年8月27日 - 9月8日にかけてマニラから日本へ連合軍捕虜1060名を輸送した「能登丸」の場合（マモ02船団）、護送部隊は100名ほどであり、沈没時には日本軍兵員・乗組員より捕虜の方が数的優勢という事態になる。そこで英米潜水艦の雷撃を受けて沈没する場合には、ハッチをしめて沈めてしまうという密約があった。ただし午前・午後の2回にわけて捕虜全員を上甲板に出し、水浴びをさせるという対応も行っている。昼食は毎日カレーライスであった。
1948年（昭和23年）7月、連合国軍最高司令官総司令部は、若松只一、加藤錀平、額田坦、佐伯文郎、物部長鉾、磯矢伍郎の元中将6人、佐官級3人を逮捕。南方から連合軍捕虜3万人を輸送した際の虐待に関与した容疑で、B級戦犯として第八軍軍事委員会で裁判にかけられた。